# Sidalcea covillei
Sidalcea covillei är en malvaväxtart som beskrevs av Edward Lee Greene. Sidalcea covillei ingår i släktet axmalvor, och familjen malvaväxter. Inga underarter finns listade i Catalogue of Life.

## Bildgalleri

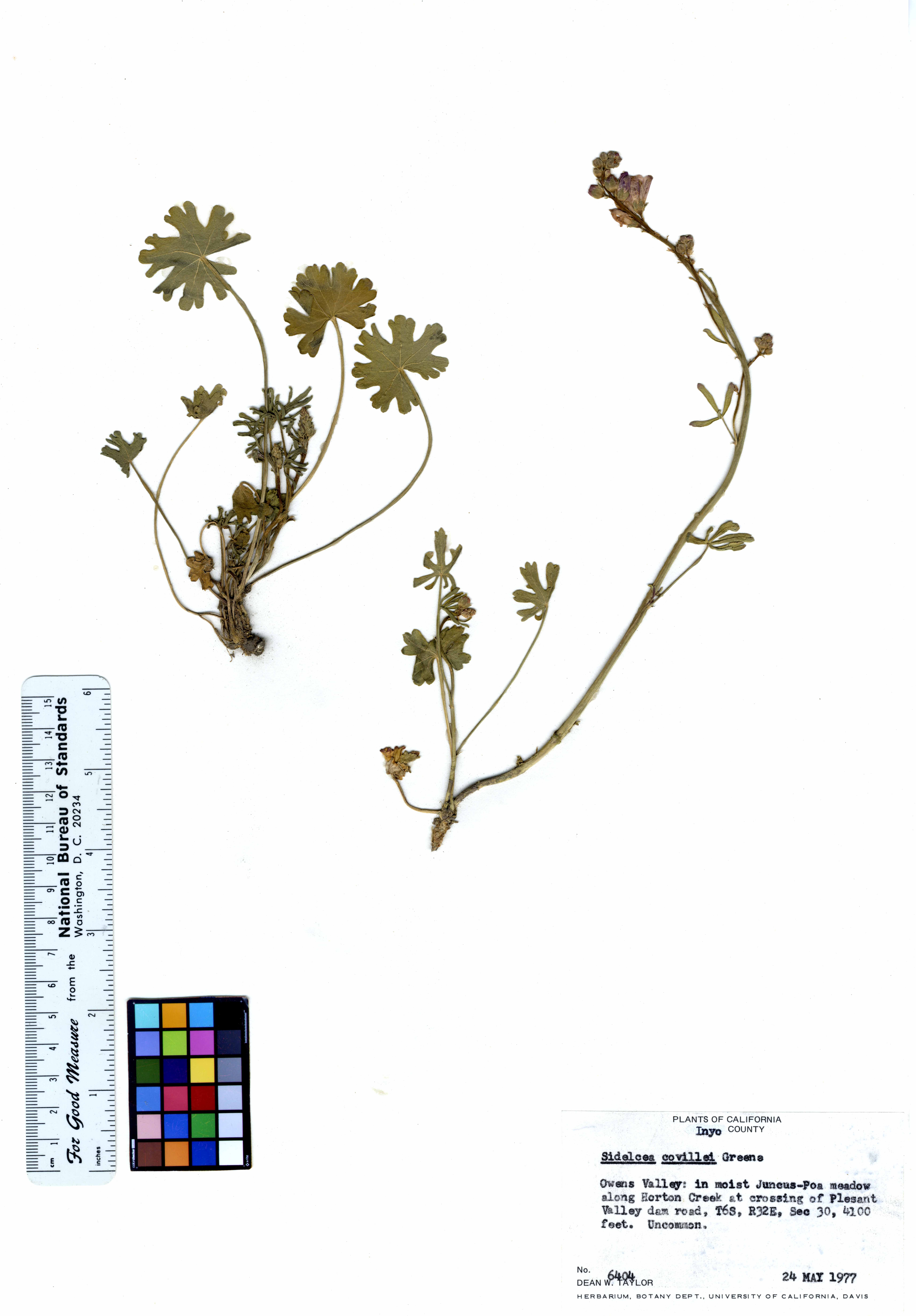